# Evelyn Weigert

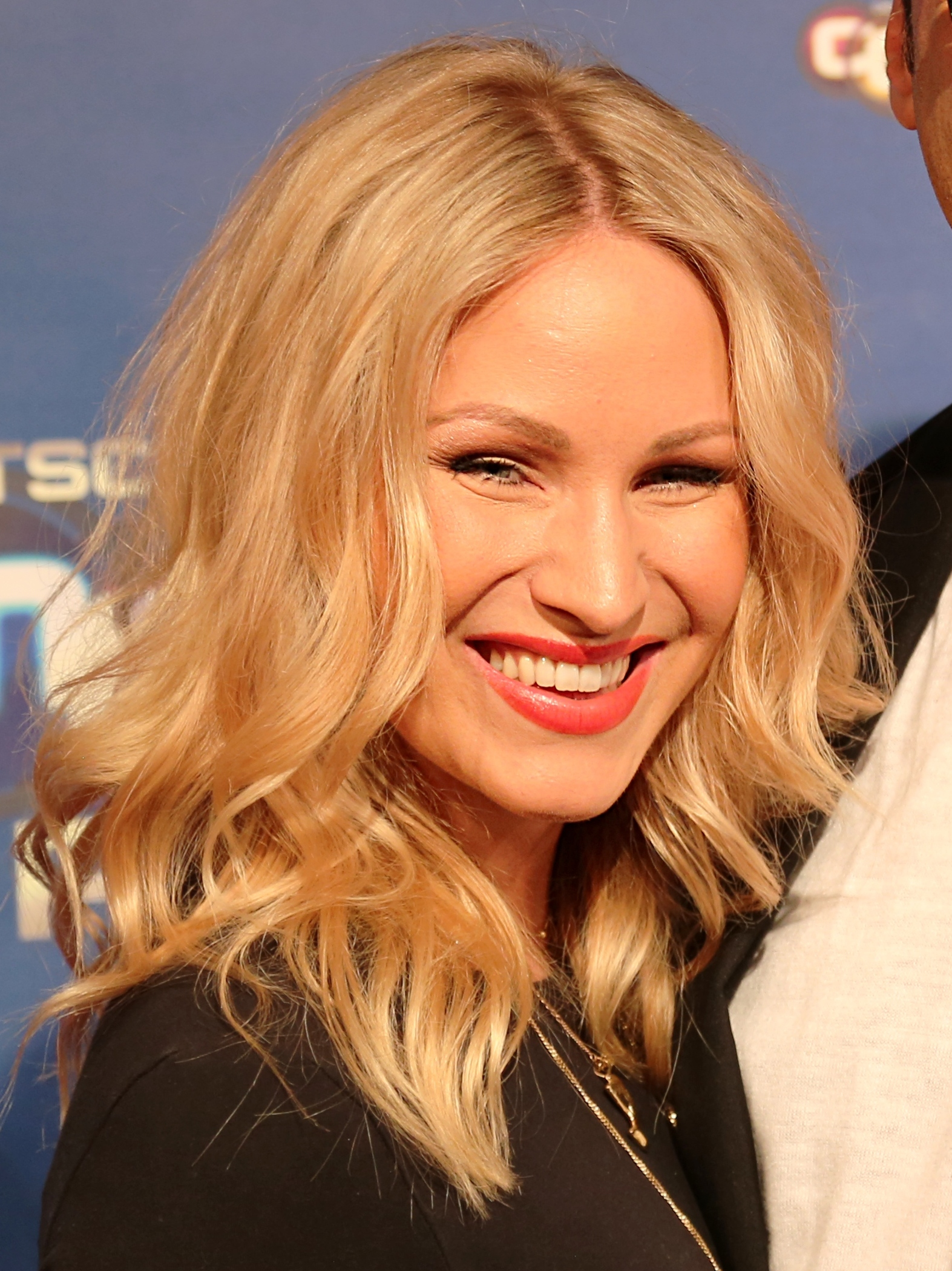
Evelyn Weigert beim Deutschen Comedypreis 2017

Evelyn Weigert (* 1988 in Regensburg) ist eine deutsche Fernsehmoderatorin und Podcasterin.

## Leben und Karriere
Nach Abbruch der Realschule absolvierte sie eine Ausbildung als Krankenschwester. Anschließend folgte ein Gesangsstudium am Music College Regensburg. Nach dem Studium nahm sie an der Frank-Elstner-Masterclass der Axel-Springer-Akademie in Berlin teil.
Von 2014 bis 2015 moderierte sie gemeinsam mit Jochen Schropp die ProSieben-Show Himmel oder Hölle. Anschließend führte sie von 2017 bis 2018 bei RTL durch das Magazin Die Fakten-Checker. 2018 moderierte sie gemeinsam mit Maximilian Arland Der Schlagerbulli – Heimat on Tour auf Sat.1 Gold. Seit Dezember 2019 führt Weigert gemeinsam mit Sebastian Heinlein wöchentlich den Podcast Heinlein & Weigert – sagt JA zum Leben!
2020 erhielt sie mit Sebastian Heinlein ihre eigene Talkshow Heinlein & Weigert auf sixx. 2022 veröffentlichte sie im Ullstein Verlag ihren ersten Ratgeber Peace, Bitches! Nimm dich, wie du bist – mehr brauchst du nicht. Seit Februar 2022 moderiert sie einen weiteren Podcast namens Hoppe Hoppe Scheitern – Der Eltern Real Talk mit Evelyn Weigert. 2023 veröffentlichte Weigert zusammen mit Ariana Baborie 21 Folgen des Podcasts Die große Shitparade des Lebens – mit Evelyn Weigert und Ariana Baborie.
2023 moderierte sie Oh Baby! Sowas von... im NDR sowie die Talkshow Unter Eltern – Jetzt reden wir! im HR-Fernsehen.

## Fernsehauftritte

### Moderationen
- 2014–2015: Himmel oder Hölle (ProSieben)
- 2017–2018: Die Fakten-Checker (RTL)
- 2018: Der Schlagerbulli – Heimat on Tour (Sat.1 Gold)
- 2020: Heinlein & Weigert (sixx)
- 2023: Oh Baby! Sowas von... (NDR)
- seit 2023: Unter Eltern – Jetzt reden wir! (HR-Fernsehen)

### Gastauftritte
- 2015–2017, 2022: Grill den Henssler (VOX)
- 2016: Nerds an Herds (Rocket Beans TV)
- 2016: Das NRW-Duell (WDR)
- 2016: #MoinMoin (Rocket Beans TV)
- 2017: KarnevalsKracher (Das Erste)
- 2017: Promi Shopping Queen (VOX)
- 2017: Paul Panzers Comedy Spieleabend (Sat.1)
- 2017: Miss Wildcard – Beauties undercover (Sky 1)
- 2018: Eine Liga für sich – Buschis Sechserkette (Sky Sport News)
- 2019: Laura Karasek – Zart am Limit (ZDFneo)
- 2019: Big Stories (Sat.1)
- 2019–2020: Genial Daneben – Das Quiz (Sat.1)
- 2020: Die Höhle der Lügen (ZDFneo)
- 2021: Sex/Life Talk (YouTube)
- 2021: Rolling – Das Quiz mit der Münze (Sat.1)
- 2021–2022: Buchstaben Battle (Sat.1)
- 2022: Salon Simonetti (Das Erste)
- 2022: Mälzer und Henssler liefern ab! (VOX)
- 2022: Kölner Treff (WDR)
- 2022: BAFF – clever kontern (sixx)
- 2023: Zurück in die Schule (Sat.1)
- 2023: Ringlstetter (BR Fernsehen)

## Publikationen
- Peace, Bitches! Nimm dich, wie du bist - mehr brauchst du nicht. Ullmann Verlag, Berlin 2022, ISBN 978-3-548-06586-1.